# Acharagma galeanense
Acharagma galeanense es una especie de planta suculenta perteneciente al género Acharagma, dentro de la familia Cactaceae. Es endémica del noreste de México.

## Descripción
Acharagma galeanense es un cactus pequeño con muchos tallos digitados de hasta 6 cm de alto y 2-2,5 cm de diámetro, ocultos por espinas de color blanco amarillento o dorado intenso (las espinas centrales casi no se distinguen de las radiales). El tallo es de color verde pálido, cilíndrico, inicialmente erecto que se vuelve postrado con la edad.

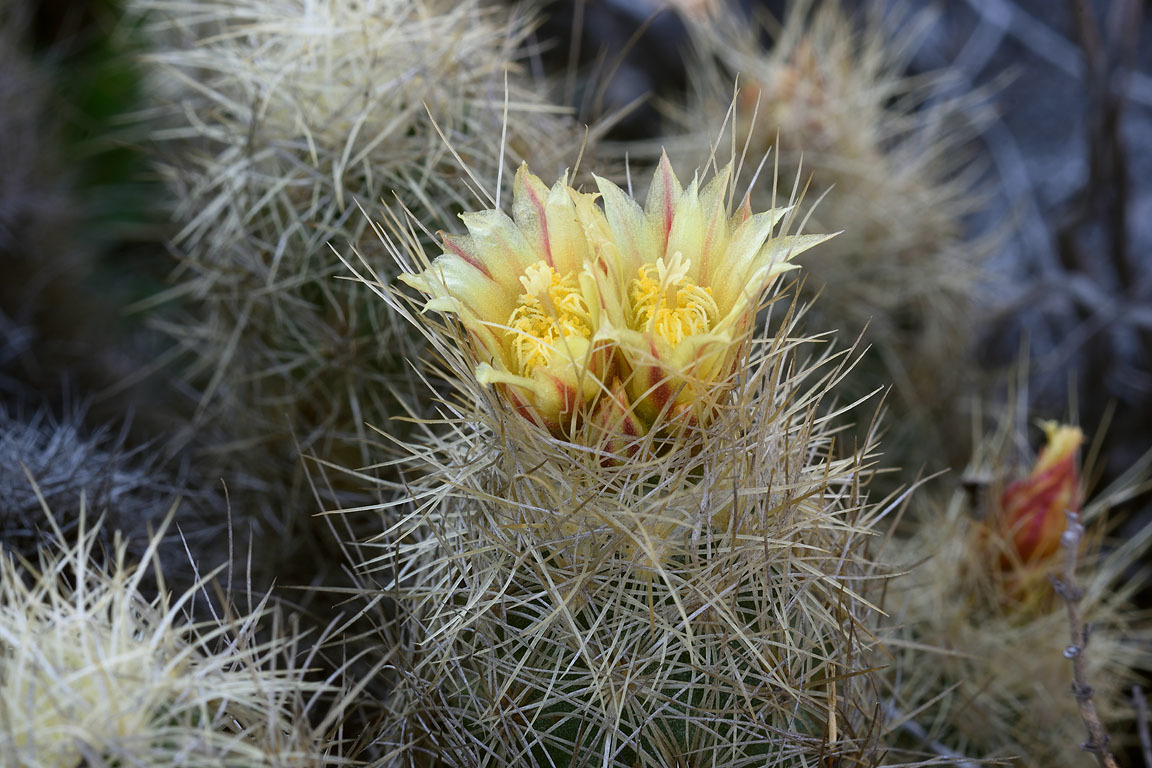
Detalle de su flor

Las flores son de color amarillo crema, de hasta 1,5 cm de largo y aparecen en la punta del tallo.

## Distribución y hábitat

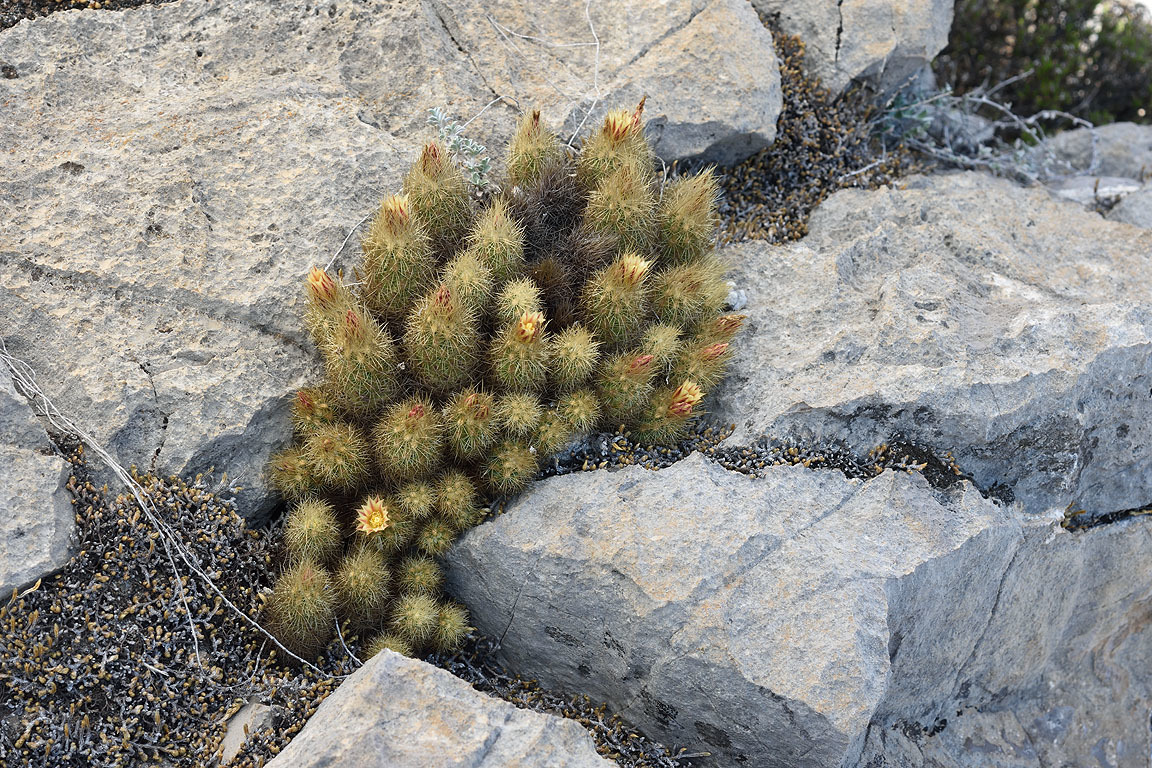
Planta en su hábitat

El área de distribución nativa de esta especie es el noreste de México (concretamente en el estado de Coahuila) y crece principalmente en biomas desérticos o de matorrales secos.

## Taxonomía
La primera descripción de esta especie fue como Escobaria roseana subsp. galeanensis, publicada en 1995 por el botánico Erich Haugg en la revista científica Kakteen und andere Sukkulenten 46: 76.
Más tarde, el botánico francés Joël Lodé trasladó la especie al género Acharagma, por lo que pasó a llamarse Acharagma galeanense. Registró estos cambios en la revista científica Cactus-Aventures International 2017 (1): 33, publicada en 2017.

Etimología
- Acharagma: nombre genérico que deriva de las palabras griegas a (que significa 'sin') y charagma (que significa 'surco'), en alusión a que los tubérculos carecen de surco. Esta es la característica que los diferencia del género estrechamente relacionado Escobaria.[4]
- galeanense: epíteto geográfico que hace referencia a la localidad de Galeana, en el estado de Nuevo León (México), lugar donde se describió la especie.[5]

## Estado de conservación
La única amenaza para esta especie es el pastoreo excesivo del hábitat por cabras.

## Usos
Acharagma galeanense se cultiva como planta ornamental, especialmente por su valor estético y su rareza. Tiene un crecimiento muy lento y presenta una raíz pivotante, lo que la hace sensible al exceso de humedad. Para evitar la pudrición, conviene utilizar un sustrato mineral con abundante arena y un drenaje eficaz. 
Durante el verano, requiere riegos regulares y moderados; en invierno, prefiere mantenerse completamente seca. Se adapta bien a invernaderos sin calefacción y tolera temperaturas de hasta aproximadamente −7 °C. Crece adecuadamente tanto a pleno sol como en sombra parcial. La propagación se realiza con facilidad mediante semillas y, en ocasiones, a partir de esquejes si se dispone de material adecuado.